# Zip et Zap
Pour plus de détails, voir Fiche technique et Distribution.
Zip et Zap (Zipi y Zape y el club de la canica) est un film espagnol réalisé par Oskar Santos, sorti en 2013. Il s'agit de la deuxième adaptation de la bande dessinée Zipi y Zape après Las aventuras de Zipi y Zape en 1982. Le film a fait l'objet d'une suite, Zip et Zap et l'Île du capitaine sorti en 2016.

## Synopsis
Les jumeaux Zip et Zap sont envoyés l'été dans une école de rééducation. Ils forment un groupe pour combattre la tyrannie du lieu et se lancent dans une chasse au trésor.

## Fiche technique
- Titre : Zip et Zap
- Titre original : Zipi y Zape y el club de la canica
- Réalisation : Oskar Santos
- Scénario : Jorge Lara, Oskar Santos, Francisco Roncal avec la collaboration de Moisés Gómez Ramos, d'après la série de bandes dessinées Zipi y Zape de José Escobar Saliente
- Musique : Fernando Velázquez
- Photographie : Josu Inchaustegui
- Montage : Carolina Martínez Urbina
- Production : Mercedes Gamero, Mikel Lejarza, Francisco Ramos et Koldo Zuazua
- Société de production : Mod Producciones, Antena 3 Films, Kowalski Films et Zeta Studios
- Pays :  Espagne
- Genre : Aventure et comédie
- Durée : 97 minutes
- Dates de sortie : 
  - Espagne : 4 octobre 2013
  - France : 21 juillet 2015 (DVD)

## Distribution
- Javier Gutiérrez : Falconetti
- Raúl Rivas : Zipi
- Daniel Cerezo : Zape
- Claudia Vega (VF : Sophie Planet) : Matilde
- Fran García : Filo
- Marcos Ruiz : Micro
- Christian Mulas : Heidi
- Aníbal Tártalo : Piojo
- Alberto López : PeloCohete
- Javier Cifrián : GriGrillo
- Álex Angulo : Sebastián Esperanza
- Juan González : Flipao
- Joseba Apaolaza : le père Falconetti
- ? filo (ami des jumeux)

## Distinctions
Le film a été nommé pour quatre prix Goya.
Il a également été nommé pour le prix spécial du jury jeunesse au festival de Seattle en 2014.